# Leonid Omorokow
Leonid Iwanowicz Omorokow (ros. Леонид Иванович Омороков, ur. 29 kwietnia 1881 w Kamience w ujezdzie berdjanskim, zm. 30 marca 1971 w Kazaniu) – rosyjski lekarz neurolog, profesor neurologii Uniwersytetu w Tomsku i Kazańskiego Państwowego Uniwersytetu Medycznego.
Ukończył gimnazjum w Jekaterynosławiu, następnie studiował medycynę na Akademii Medyko-Chirurgicznej w St. Petersburgu. Studia przerwane udziałem w wojnie rosyjsko-japońskiej ukończył w 1907 roku. W 1911 roku przedstawił swoją dysertację doktorską. Uzupełniał studia za granicą, ucząc się m.in. Hermanna Oppenheima w Berlinie, Josepha Julesa Dejerine'a i Józefa Babińskiego w Paryżu, Emila Kraepelina, Louisa Jacobsohna, Ludwiga Aschoffa i Aloisa Alzheimera, Ernsta Salkowskiego, Paula Ehrlicha i Ilji Miecznikowa.
Łącznie opublikował około 80 prac. Najważniejsze z nich dotyczyły padaczki Kożewnikowa. Był również autorem wielokrotnie wznawianego podręcznika neurologii (pierwsze wydanie w 1961).
Zasłużony działacz nauki Tatarskiej ASRR (1940). Odznaczony Orderem Lenina. Żonaty z Tatianą Aleksandrowną, mieli dwoje dzieci (jedno adoptowane).